# ESPN NBA Basketball
《ESPN NBA Basketball》是一款由Visual Concepts公司制作、Sega Sports发行的篮球类电子游戏。本游戏于2003年10月21日首先发行。游戏在索尼PlayStation 2、Xbox发行。
本游戏是NBA 2K系列的第5作。
本游戏是根据美国NBA篮球而制作。玩家通常可以选择真实的NBA球队而进行游戏。
游戏收到普遍赞誉的评价。《EGM》给予本游戏7/10的分数。